# Kingdom Force
Kingdom Force er en canadisk CGI animeret tv-serie oprettet af Matthew Fernandes.

## Danske stemmer[1]
- Sonny Lahey som Dr. Sabre
- Lea Palme Skriver som Jalopi